# Karlesspitze
De Karlesspitze of Grubspitze (Italiaans: Cima di Quaira) is een 3462 meter hoge berg in de Schnalskam in de Ötztaler Alpen op de grens tussen het Oostenrijkse Tirol en het Italiaanse Zuid-Tirol.
De berg ligt hemelsbreed ongeveer negen kilometer ten noordoosten van Karthaus in het Schnalstal en ongeveer twaalf kilometer ten zuiden van Obergurgl in het Gurgler Tal. De berg heeft een spitse kegelvorm en is gedeeltelijk bedekt met gletsjers als de Schalfferner en de Gurgler Ferner. Naar het zuiden toe valt de berg over een hoogte van vijfhonderd meter af in het Pfossental. Naburige toppen zijn, in het verloop van de hoofdkam van de Ötztaler Alpen, de 3361 meter hoge Falschunggspitze in het oosten en in het westen, gescheiden van de Karlesspitze door de 3269 meter hoge Karlesjoch, de op het Italiaans grondgebied liggende top van de Fanatspitze (3358 meter). In het verloop van de kam naar het noorden ligt bij het overkruisen van de Querkogeljoch (3346 meter) de 3448 meter hoge Querkogel.
De berg werd in 1869 voor het eerst beklommen door ene A. Marshall, onder begeleiding van B. Grüner en P. Gstrein. De normale route naar de top loopt nog immer langs de route die deze groep bergbeklimmers nam, namelijk over de met gletsjers bedekte noordkam. Steunpunt voor een tocht via deze weg is het op 2883 meter hoogte gelegen Hochwildehaus. Van hier uit loopt de weg in zuidelijke richting over de Gurgler Ferner tot bij de Querkogeljoch en dan zuidwaarts naar de top. Deze tocht neemt ongeveer vierenhalf uur in beslag. De top van de Karlesspitze is in zes uur ook over de westkam te bereiken vanaf de Martin-Busch-Hütte (2501 meter).